# Нурэнерго
ОАО Нурэнерго — энергоснабжающее предприятие Чеченской Республики, дочернее предприятие ПАО «ФСК ЕЭС». Было основано в 2001 году. Решением Наблюдательного совета НП «Совет рынка» от 23 апреля 2015 года было исключено из реестра субъектов оптового рынка. С 1 мая 2015 года в соответствии с приказом Министерства энергетики гарантирующим поставщиком на территории ЧР стало управляемое ОАО «Межрегиональная распределительная сетевая компания Северного Кавказа» ОАО «Чеченэнерго».